# Novovoronezj
Novovoronezj (russisk: Нововоро́неж, tr. Novovoronezj) er en by i Voronezj oblast i Rusland grundlagt i 1957. Novovoronezj ligger på venstre bred af floden Don, 55 km syd for Voronezj. Byen har 31.502(2016) indbyggere.
Etnisk sammensætning: russere, ukrainere, hviderussere, jøder, moldavere, armeniere, aserbajdsjanere, tatarer, georgiere, ossetere, koreanere og andre.
Novovoronezj atomkraftværk ligger 5 km syd for byen. Industri: radioindustri, produktion af byggematerialer og fødevareindustri.

## Venskabsbyer
- Paks, Ungarn[3]